# Florentiner 73
Florentiner 73 ist eine Komödie, die von der DEFA im Auftrag des Deutschen Fernsehfunks produziert wurde und auf der Erzählung Das Durchgangszimmer von Renate Holland-Moritz basiert.

## Handlung
Die Berlinerin Brigitte Platz bekommt ein Kind, möchte aber den zukünftigen Vater nicht heiraten, obwohl der sich dazu verpflichtet fühlt, denn sie stellt seit Beginn der Schwangerschaft fest, dass er nur an sich selbst denkt. Darüber gerät sie mit ihrer Mutter derartig in einen Streit, der sie veranlasst, sich ein eigenes, möbliertes Zimmer als Untermieterin zu suchen. Doch das ist im Ost-Berlin der 1970er Jahre nicht so einfach. Während sie bei einem Einkauf in einer Kaufhalle die Anzeigen in der Berliner Zeitung studiert und dort zum wiederholten Mal nichts findet, erhält sie von einem Kunden den Tipp, es um die Ecke in einem Zigarrengeschäft zu versuchen, dessen Inhaber auch Annoncen aushängt. Umgehend geht Brigitte in diesen Laden und nach dem Winken mit einem Geldschein findet der Inhaber auch sofort ein Angebot für ein sonniges Berliner Zimmer im Seitenflügel eines Altbaus in der Florentiner Straße 73, bei Frau Klucke, das für 35 Mark Miete im Monat zu mieten ist. Während sie sich sofort auf den Weg dorthin macht, kommt die Ehefrau des Inhabers aus den Privaträumen in den Laden und schimpft mit ihrem Mann, dass er so einem netten jungen Mädchen diese Wohnung vermittelt hat, obwohl er die bestehenden Probleme kennt.
Frau Klucke ist auf den ersten Blick bereit, das Zimmer an die junge Frau zu vermieten, will es ihr aber nicht sofort zeigen, weil es noch aufgeräumt werden muss, wie sie sagt. Also geht Brigitte erst nach Hause, um von dort ihre Sachen zu holen, wobei es erneut zum Streit mit ihrer Mutter kommt, in dem sie noch einmal betont, dass ihr ehemaliger Freund egoistisch ist und das Kind nicht will, was sie leider erst viel zu spät bemerkt hat. Wieder zurück bei Frau Klucke, geht sie das erste Mal in ihr Zimmer und stellt voller Entsetzen fest, dass es sich hierbei um ein Durchgangszimmer handelt. Obwohl sich Frau Klucke bei ihr entschuldigt, nichts vorher davon gesagt zu haben, beschließt sie, so schnell wie möglich wieder auszuziehen und gibt deshalb umgehend eine Annonce im Zigarrenladen auf.
Als sie am nächsten Tag von der Arbeit kommt, wo sie als Direktionssekretärin im Außenhandelsbetrieb für den Export von Eisenbahnen beschäftigt ist, hat ihre Zimmerwirtin das Zimmer mit ihrer Nachbarin Frau Knatter etwas gemütlicher gestaltet, was ihr angenehm auffällt. Dann kommt die Nachbarin selbst vorbei, um sich vorzustellen, und bemitleidet Brigitte, da wegen des Durchgangzimmers doch ihr Intimbereich leiden müsse. Die Klucke antwortet darauf, dass der Knatter ihr Intimbereich Hugo hiesse und jedes Wochenende zu Besuch komme. Nachdem beide gegangen sind, kann sich Brigitte endlich umziehen und hört dabei Schritte im Raum, die von dem Studenten und Sohn von Frau Engel Wolfgang kommen, die auch im gleichen Haus wohnen und der nur ein Paket mit sauberer Wäsche in das dahinter liegende Zimmer bringen will, was sie zu der Bemerkung veranlasst, dass das kein Zimmer, sondern ein Verschiebebahnhof wäre. Als sie dann bereits im Bett liegt und Frau Klucke noch einmal in das Zimmer schaut, um ihr zu sagen, dass es keine weitere Störung mehr geben wird, klingelt es erneut an der Wohnungstür, es ist Fräulein Marina Maass, die für den nächsten Sonntag einen Betreuer für ihre Kinder sucht. Als Brigitte im Morgenmantel hinzukommt, wird sie zu einem Glas Wermut in deren Wohnung eingeladen. Hier sieht sie die drei Kinder wieder, die ihr bereits am ersten Tag im Hausflur aufgefallen waren, nun aber bereits schlafen. Es handelt sich um Jeannott, Lars und Abi, die alle drei keinen deutschen Vater haben, was aber ihr Beitrag für die Völkerverständigung ist, dessen Realisierung man bei einer Dolmetscherin nachvollziehen kann. Wieder in ihrem Bett, wird sie noch einmal durch Frau Klucke gestört, die nur auf dem Weg zur Toilette ist.
Natürlich übernimmt Brigitte die Betreuung der drei Kinder und geht mit ihnen in den Bürgerpark Pankow. Als sie sich auf eine Bank setzt, um kurz die Augen zu schließen, nutzen die Kinder den Moment, um zu verschwinden, weshalb diese von ihr in halb Pankow gesucht werden. Wieder in ihrem Haus angekommen, erfährt sie von Wolfgang, wo sich die Kleinen aufhalten. Jeannott findet sie bei Herrn und Frau Regler, die sich liebevoll um ihn kümmern, da sie selbst keine Kinder haben. Dann geht sie weiter zur Familie Hartmann, wo sich Lars befindet und bei der sie zum Essen eingeladen wird. Es gibt, wie so oft, gebratene Flundern, die von Frau Hartmann zubereitet werden, welche ein strenges Regime in der Familie führt, denn ihr Mann und der 42-jährige Sohn haben nichts zu sagen. Sohni ist bereits seit sechs Jahren mit der Verkäuferin Helga Richert aus der Bäckerei verlobt, steht aber immer noch unter dem Pantoffel seiner Mutter, was seiner Verlobten nicht gefällt, die ihn aber trotzdem liebt. Abi findet sie bei ihrer Vermieterin, die auch ihre Nachbarin mit ihrem Hugo zu Besuch hat. Dann bringen die Frauen, bei denen sich die Kinder aufgehalten haben, diese ins Bett, was die heimkehrende Mutti sehr überrascht. Auf diese Weise lernt Brigitte weitere Bewohner des Hauses kennen.
Einige Tage später steht sie auf dem Hof und klopft an der Teppichstange einen Läufer aus, als Wolfgang einen Mülleimer entleeren kommt. Beide kommen dabei ins Gespräch und er hilft ihr bei der Teppichreinigung. Nach der getanen Arbeit erhält sie von Wolfgang eine Einladung zum Medizinerball in der Gaststätte Zenner, die sie gern annimmt. Es wird ein schöner Abend für sie, bis beide sich auf der Terrasse küssen. Plötzlich rennt sie davon und macht sich Vorwürfe, weshalb sie sich hat so gehenlassen, obwohl sie ein Kind erwartet und fährt allein mit der S-Bahn nach Hause. In den nächsten Tagen gehen sie einander absichtlich aus dem Weg.
Eines Tages kommt Brigitte aus der Schwangerenberatung und trifft vor der Tür Fräulein Richert, der sie von der Schwangerschaft erzählt, die noch etwa vier Monate dauern wird. Sie erzählt auch bei dem Heimweg durch den Volkspark Friedrichshain, dass sie etwas Angst habe, es Frau Klucke zu sagen, die sie inzwischen wie eine eigene Tochter behandelt. Da sie aber mit dem zu erwartenden Kind nicht in dem Durchgangszimmer leben kann, wird sie dann wohl ausziehen müssen. Zum Abschluss bittet Brigitte darum, mit niemandem über das Gespräch zu reden, was Helga auch verspricht. Bei dem anschließenden gemeinsamen Essen bei Frau Hartmann möchte Brigitte aber keine Flunder essen und Helga rutscht deshalb aus Versehen heraus, dass es nur an der Schwangerschaft liegen kann, weshalb Brigitte Frikassee serviert bekommt. Die Familie Hartmann sagt ebenfalls zu, Stillschweigen darüber zu bewahren. Auch ihr Direktor im Betrieb hört von der Schwangerschaft und verspricht, ihr einen Krippenplatz zu besorgen, wenn sie ihm als Sekretärin erhalten bleibt. Auf dem Heimweg bekommt sie im Treppenhaus mit, dass auch die Reglers inzwischen Bescheid wissen. Beim Aufhängen ihrer Wäsche auf dem Hof kommt Fräulein Maass hinzu, die natürlich auch schon Bescheid weiß. Plötzlich kommt Frau Knatter mit ihrem leicht angetrunkenen Hugo, der seinen 75. Geburtstag feiert und mit dem sie nun bereits seit 18 Jahren eine Wochenendbeziehung hat, durch die Hoftür. Jetzt ist für ihn der Zeitpunkt gekommen, Frau Knatter aufzufordern, ihn zu heiraten, da er sich sonst eine Jüngere nimmt. Der Geburtstag ist Anlass für die Hausgemeinschaft, sich komplett auf dem Hof zu versammeln, um das mit einem Fest zu feiern. Es dauert nicht lange, dann stehen gedeckte Tische da, Herr Regler bringt ein Fass Bier und Wolfgang sorgt für die Musik. Als der mit Brigitte tanzen will, kommt ihre Schwangerschaft zur Sprache und Wolfgang äußert sich in seinem betrunkenen Zustand abfällig über sie. Nun erfährt auch Frau Klucke als letzte Bewohnerin des Hauses etwas von dem erwarteten Kind. Aber nicht die Schwangerschaft stimmt sie traurig, sondern, dass sie es so erfahren muss, sie fühlt sich übergangen. Doch das anschließende Gespräch zwischen ihr und Brigitte in der Wohnung bringt Klarheit, die damit endet, dass beide die Zimmer tauschen.
Schneller als erwartet muss Hugo begraben werden und alle Mieter des Hauses finden sich zur Beerdigung auf dem Friedhof ein. Bei der Rückfahrt versucht sich Wolfgang bei Brigitte zu entschuldigen, was ihm aber nicht so richtig gelingt. Am Heiligabend kommen einige Bewohner zu Brigitte zur Bescherung und bringen viele Neuigkeiten mit, denn Herr und Frau Regler haben jetzt ein Wochenendkind und Sohni und Helga haben endlich geheiratet. Mitten in dem Trubel setzen bei Brigitte die Wehen ein. Nun treffen sich alle Frauen des Hauses in ihrem Zimmer, um ihr gute Ratschläge zu geben. Natürlich haben sie in der Aufregung vergessen, einen Krankenwagen zu bestellen, doch Wolfgang kann schnell ein Taxi besorgen. Dafür darf er sie begleiten und nach der Entbindung auch besuchen.

## Produktion und Veröffentlichung
Für die Dramaturgie des Schwarzweißfilms war Hermann Rodigast verantwortlich. Das Szenarium schrieb Kurt Belicke.
Die Erstausstrahlung im 1. Programm des Deutschen Fernsehfunks erfolgte am 6. Februar 1972 und in den Kinos lief der Film ab 19. Mai 1972. Die Komödie war so erfolgreich, dass die Fortsetzung Neues aus der Florentiner 73 gedreht wurde.
Gedreht wurde in der Berliner Winsstraße, auf und um den Alexanderplatz, im Bürgerpark Pankow, in der S-Bahn Berlin, im Treptower Park mit dem Gasthaus Zenner und dem Rosengarten, dem S-Bahnhof Berlin-Plänterwald, dem Volkspark Friedrichshain und dem Märchenbrunnen im Volkspark Friedrichshain. Der Lottoladen, in dem Brigitte Platz das Zimmer zur Untermiete findet, befand sich an der Ecke Kopernikusstr./Simon-Dach-Straße in Bezirk Friedrichshain. In der Fortsetzung Neues aus der Florentiner 73 ist die Lage des Lottoladens aufgrund kurzer Außenaufnahmen besser zu erkennen.

## Kritik
Gisela Herrmann beschrieb in der Berliner Zeitung, worin das Vergnügen bei diesem Film bestand:

„Es reichte vom urwüchsigen Humor bis zum schlichten Herzergreifen, war weder überzogen noch überfrachtet – und wenn’s nicht so leicht mißzuverstehen wäre, würde man das Ganze gern ein so richtig schönes, rundes Berliner Rührstück nennen.“

Das Lexikon des internationalen Films bewertet den Film wie folgt: „Volksstückhafte Unterhaltung, die den Personen mit Humor und Verständnis begegnet und ihr Milieu sehr genau zeichnet.“

## Auszeichnungen
- 1972: Kunstpreis des FDGB für einen Teil des Schöpferkollektivs mit Renate Holland-Moritz, Klaus Gendries, Kurt Belicke, Hermann Rodigast und Agnes Kraus.[3]